# Havant & Waterlooville F.C.
Havant & Waterlooville Football Club é um clube inglês de futebol sediado na cidade de Havant. Fundado em 1998, realiza seus jogos no estádio West Leigh Park, com capacidade para 5.250 torcedores. Suas cores são branco, azul e amarelo. Atualmente disputa a National League, correspondente à 5ª divisão do futebol inglês.

## Surpresa contra o Liverpool
Na FA Cup 2007-08, o Havant & Waterlooville quase protagonizou uma grande surpresa contra o tradicional Liverpool; em pleno Anfield Road, as "Águias" chegaram a abrir 2 a 0, com Richard Pacquette e Alfie Potter, mas os Reds reagiram no segundo tempo e garantiram a vitória, de virada, por 5 a 2.

## Títulos

### Liga
- National League South: 1

2017–18
- Isthmian Football League Premier Division: 1

2016–17
- Southern Football League Southern Division: 2

1998–99

### Copa
- Portsmouth Senior Cup: 3

2015, 2017, 2018
- Hampshire Senior Cup: 2

2016, 2018